# Milonga (luogo)

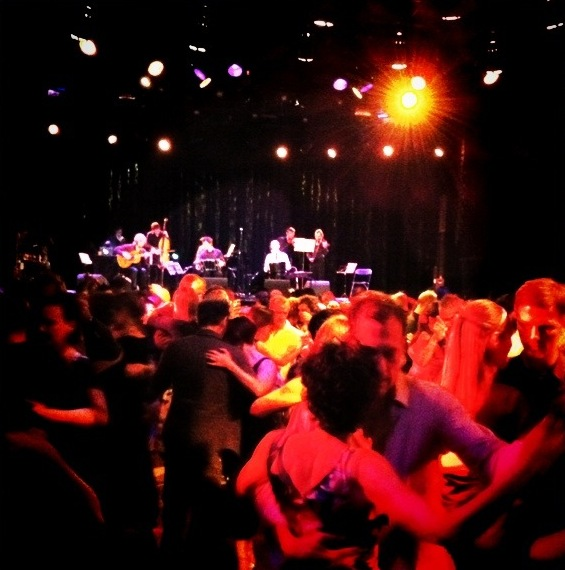
Milonga con musica dal vivo

Milonga è il termine usato per indicare un luogo dove si balla il tango. Solitamente una sala ampia, contornata da tavolini per i ballerini, con un pavimento levigato. Comunemente le persone che frequentano le milonghe sono chiamate milongueros. Il termine milonga può anche essere riferito a un genere musicale.
La musica principale che viene suonata è il tango, vals e milonga. La musica è organizzata in tandas, separate dalla cortina.
La tanda è un gruppo di brani musicali ritmicamente e stilisticamente omogenei: ciascuna tanda può essere composta da 4 o 5 tanghi, oppure 3 o 4 vals oppure 3 o 4 milongas. La cortina è uno stacco musicale, non ballabile, tra la fine di una tanda e l'inizio della successiva, della durata di 30-60 secondi. Questo intermezzo musicale serve per svuotare la pista da ballo e facilitare la formazione di nuove coppie.